# Allenstown
Allenstown – miasto w Stanach Zjednoczonych, w stanie New Hampshire, w hrabstwie Merrimack.